# Adıyaman
Adıyaman, conocida antiguamente como Perre o Pordonnium, es una ciudad del sureste de Turquía, capital de la provincia de Adıyaman. Se trata de una de las ciudades con el crecimiento más rápido de Turquía. La población creció de 100.045 (1990) a 329.060 (2007).

## Etimología
La ciudad conservó oficialmente el nombre árabe Hisnimansur hasta el año 1926. Sin embargo, resultaba difícil de pronunciar para los turcos, por lo que la gente se refería a la ciudad con la expresión adi yaman, que significa 'nombre difícil' o '(lugar) con nombre difícil' en turco. En 1926, se adoptó este término como nombre oficial de la ciudad.

## Historia
La zona ha estado poblada desde que se tiene noticia. Los hallazgos de las cuevas de Palanlı, a 10 km al norte de Adıyaman, demuestran la ocupación alrededor de 40000 a. C., y otras excavaciones en Samsat revelan la presencia continua en las edades de Piedra y Bronce.
A partir del año 900 a. C., se produjeron invasiones de asirios, persas y macedonios hasta que se fundó el reino de Comagene en el año 69 a. C. Esta civilización construyó las estatuas que se encuentran en la cima del cercano monte Nemrut. La capital del reino se encontraba en Samsat (Samosata), aunque la ciudad de Adıyaman fue una ciudad amurallada de los comagenes. Las murallas de la ciudad se han restaurado y reemplazado en numerosas ocasiones desde entonces. 
El reino Comagene duró hasta la llegada de los romanos en el año 72 d. C. Sin embargo, se produjeron más invasiones, por lo que Adıyaman fue controlada por los bizantinos (395-670), los omeyas (desde 670) y los abbasíes (758-926). Posteriormente, la zona volvió a manos bizantinas, en las que permaneció durante el periodo de las Cruzadas (859-1114). Los árabes volvieron en 1114 y permanecieron hasta 1204, con la llegada de los turcos. El nombre árabe del castillo y la ciudad era Hısn-ı Mansur.
Los turcos llegaron a la zona a partir de 1114 y, durante gran parte del siglo XIII, fue ocupada por los turcos de Selçuk, aunque con numerosos problemas derivados de las invasiones mongolas. Desde 1298 hasta 1516, la ciudad estuvo bajo el control de los mamelucos. El sultán Selim I incorporó Adıyaman al Imperio otomano en 1516, aunque el poder local permaneció en manos de la tribu Dulkadiroğulları de los turcomanos que se asentaron allí.

## Adıyaman en la actualidad
La ciudad de Adıyaman ofrece tiendas e infraestructuras a una región agrícola que bebe del río Éufrates. No es una ciudad industrial, por lo que se puede ver a gente sobre mulas y burros. El embalse Ataturk se encuentra cerca de la ciudad y con una mayor inversión en irrigación esta región agrícola podría ser más rica. La población es religiosa y conservadora. La cocina es la típica del sureste turco, que incluye platos como el çiğ köfte y el helado al estilo Maraş.
La identidad turcomana se mantuvo hasta el siglo XX, aunque hoy en día la población de Adıyaman es una mezcla cosmopolita de gente de diferentes regiones de Turquía. En la ciudad, existe un ambiente de ciudad pequeña, mucho más cálido que el desorden en que se han convertido las ciudades de mayor tamaño, como la cercana Sanliurfa.
Los bailes tradicionales de Adıyaman son conocidos, (véanse las ilustraciones del traje tradicional en ).
Adıyamanspor es el equipo de fútbol de la ciudad.

## Lugares de interés
Existe cierto flujo de turistas que acuden a visitar el monte Nemrut y que, por lo general, se alojan en la ciudad.  
Las cuevas de Pirin (antigua ciudad de Perre) se encuentran a 5 km de Adıyaman. Se trata de un cementerio que se remonta a miles de años a. C. Allí se encuentran las ruinas de la ciudad y las cuevas en las que enterraban a los muertos excavadas en la roca.
Los restos antiguos del área se conservan en el museo arqueológico.